# Nord-Süd-Fahrt

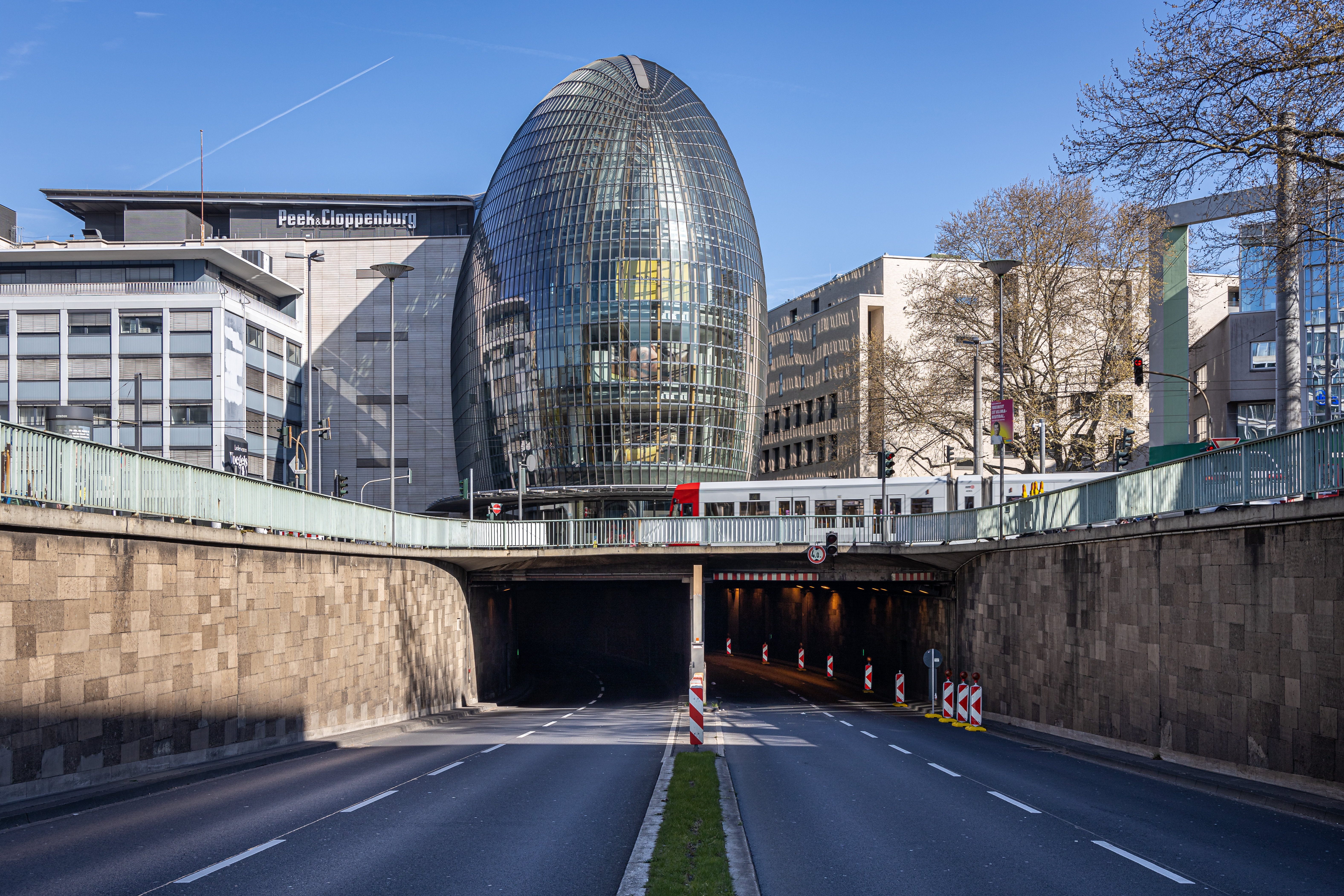
Nord-Süd-Fahrt – Weltstadthaus (2022)

Die Nord-Süd-Fahrt ist eine 3,3 km lange Hauptstraße, die durch das linksrheinische Köln in Nord-Süd-Richtung durch die Stadtteile Altstadt-Nord und Altstadt-Süd verläuft.

## Entstehungsgeschichte

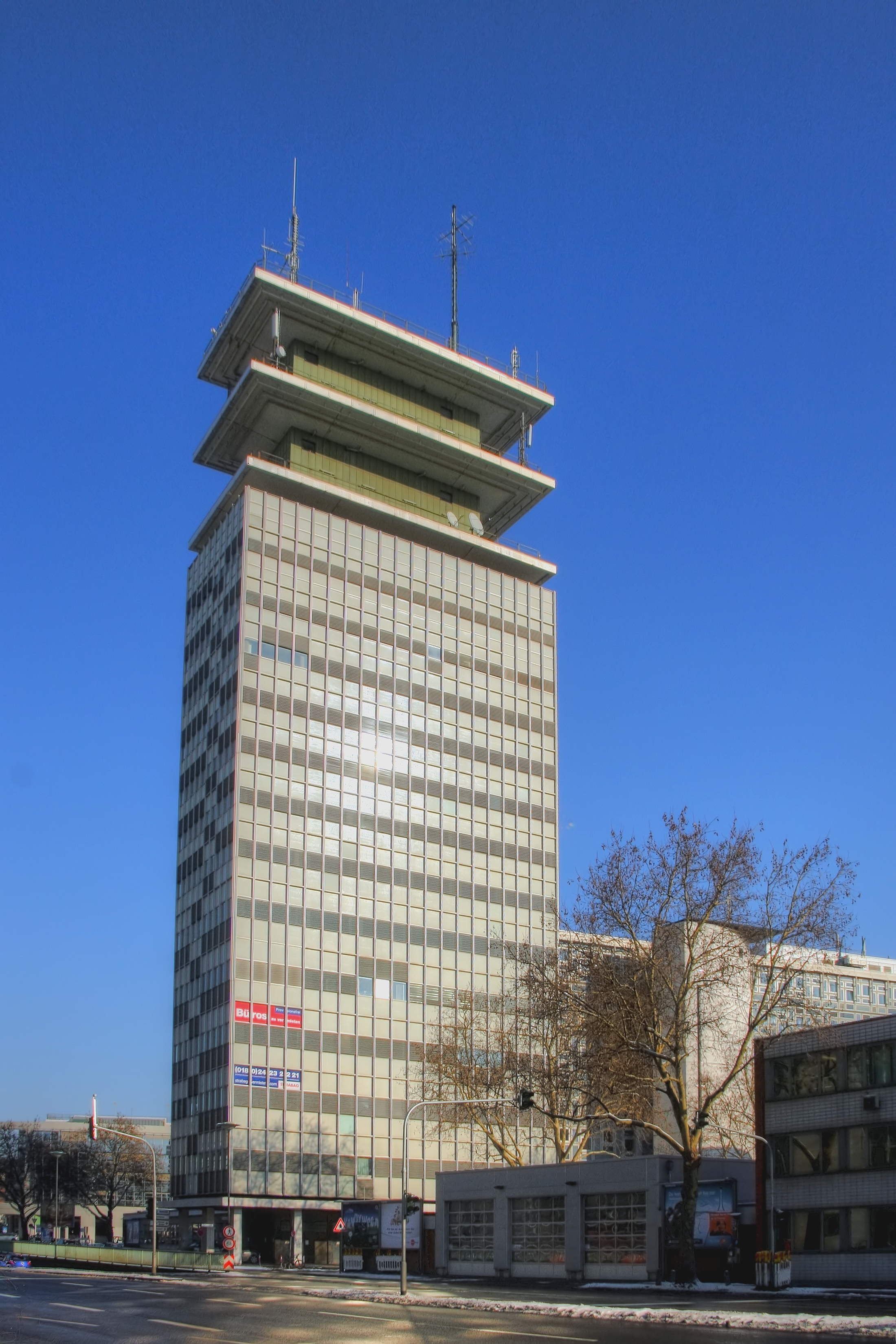
Nord-Süd-Fahrt – Das ehemalige Fernmeldeamt 1 (Februar 2010)

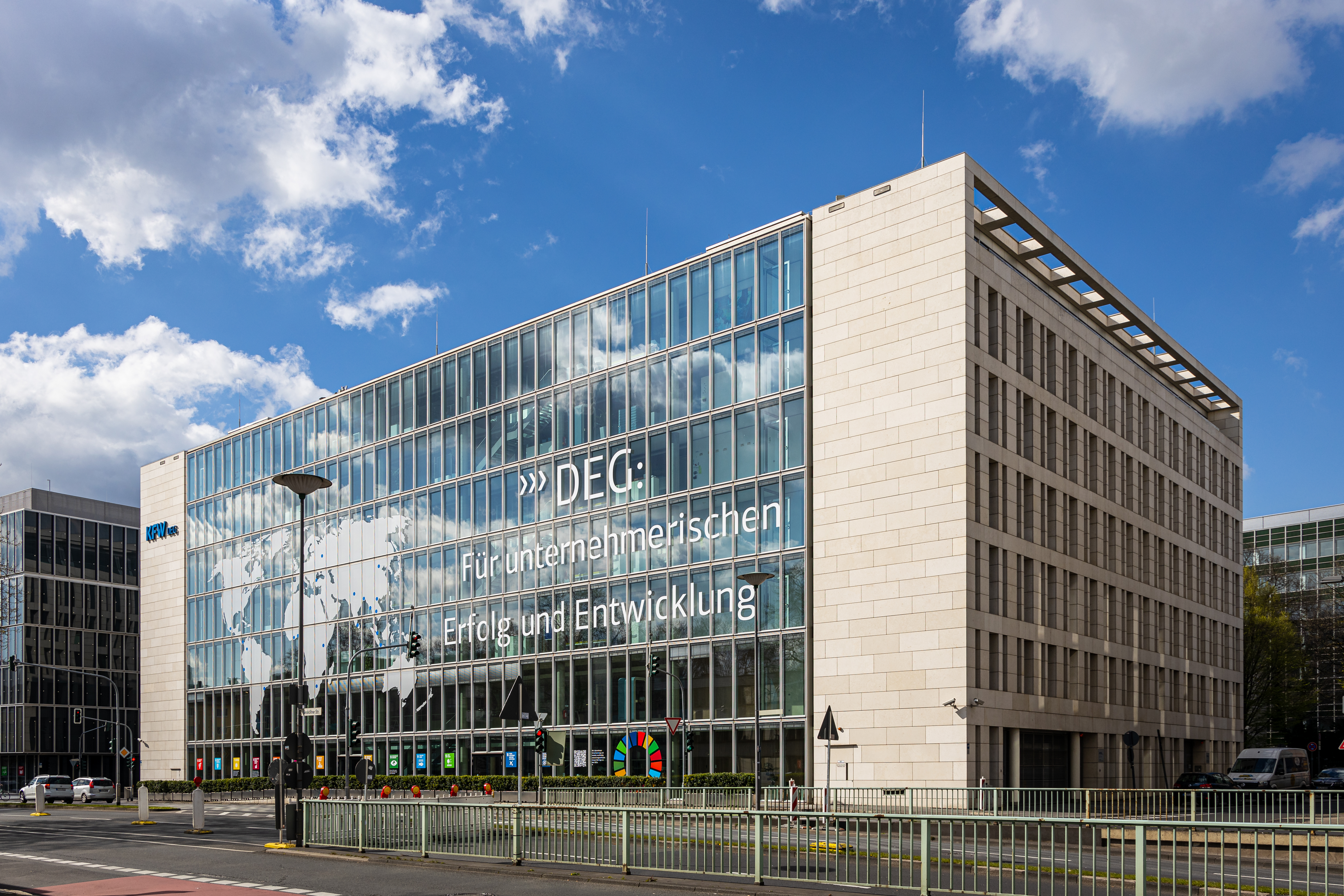
Nord-Süd-Fahrt – Zentrale der Deutschen Investitions- und Entwicklungsgesellschaft (2022)

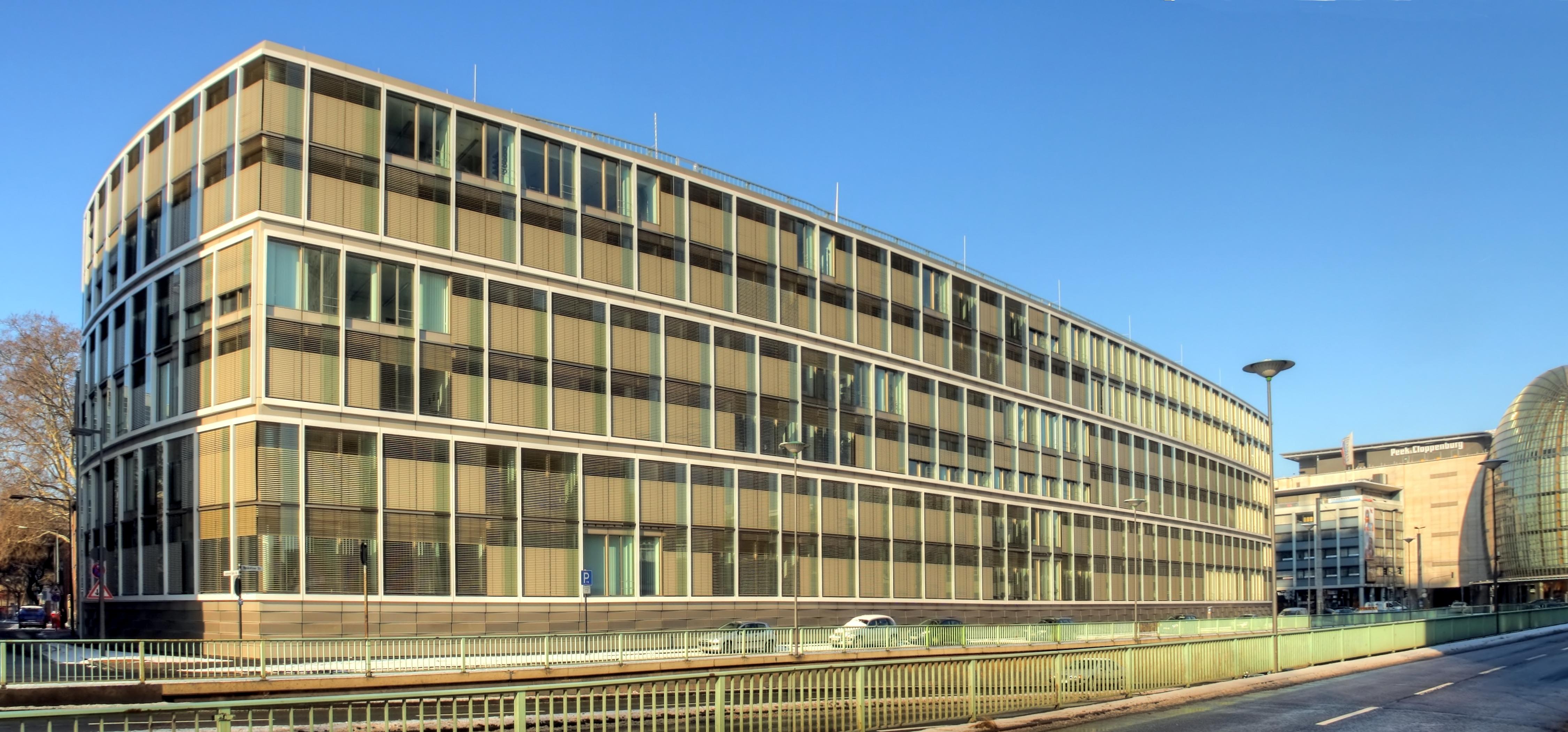
Nord-Süd-Fahrt – „Cäcilium“ (Februar 2010)

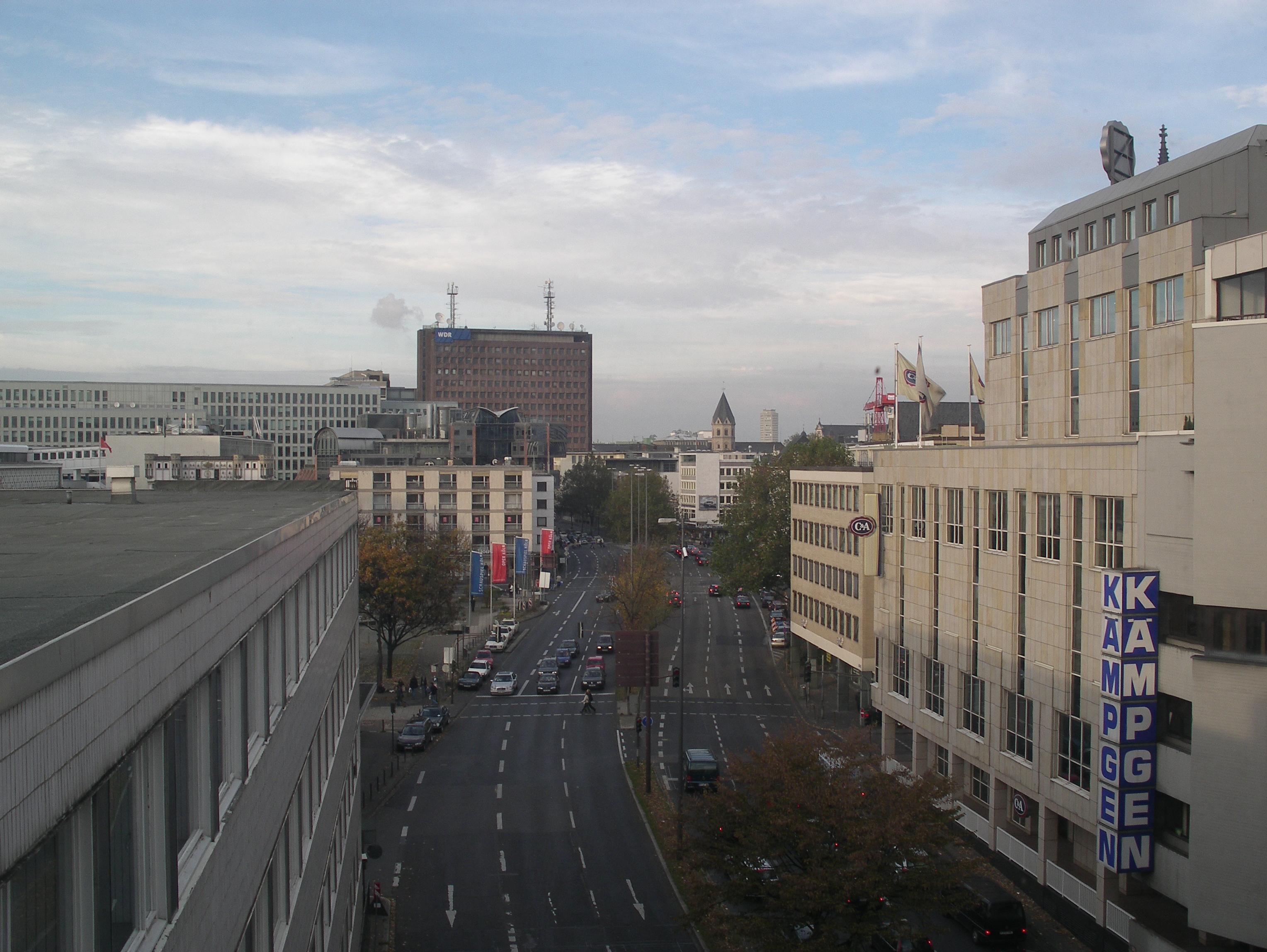
Nord-Süd-Fahrt, von der Überbauung an der Schildergasse aus gesehen (März 2005)

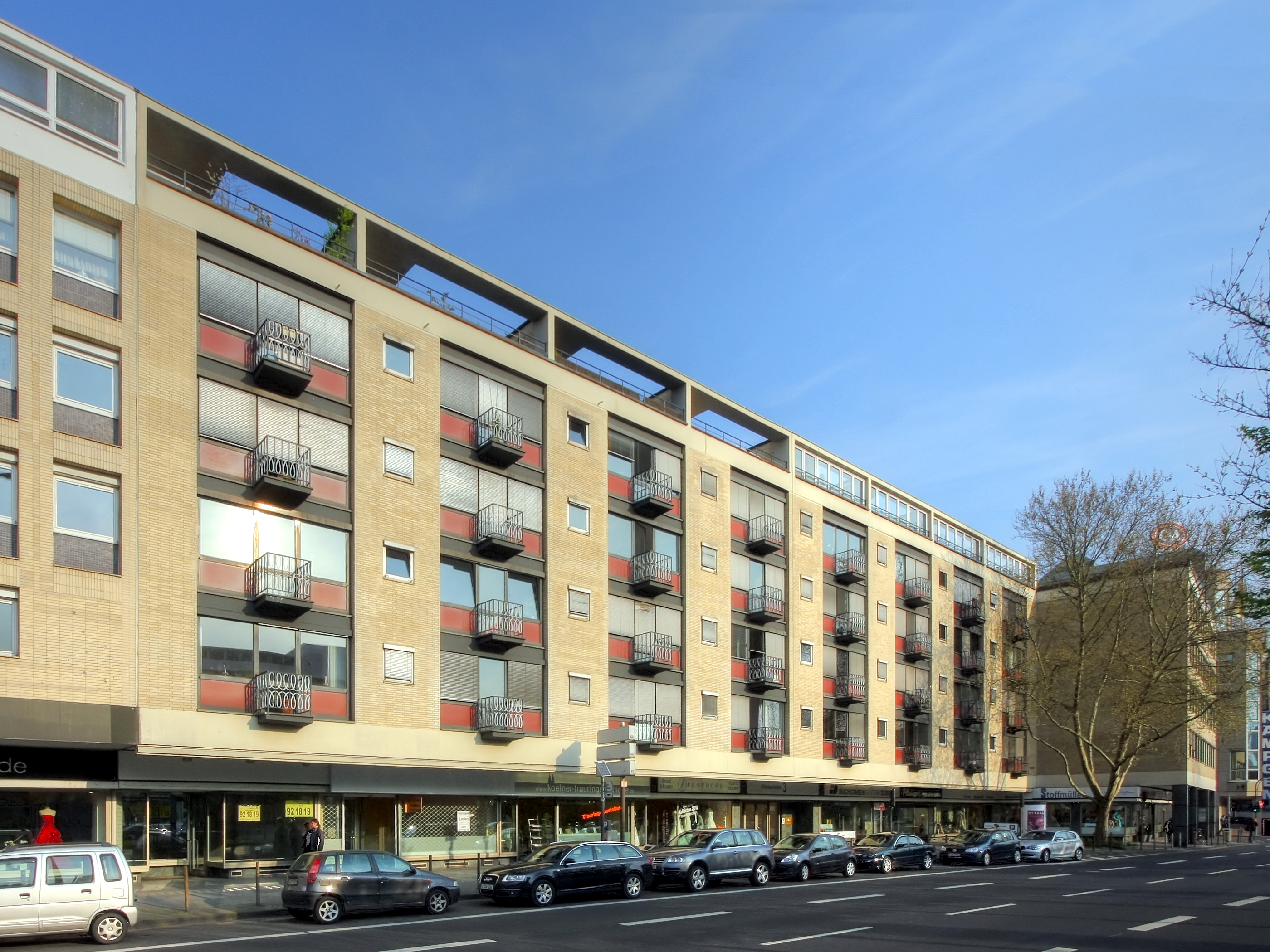
Nord-Süd-Fahrt – Wohn- und Geschäftshaus am Offenbachplatz 3 (April 2010)

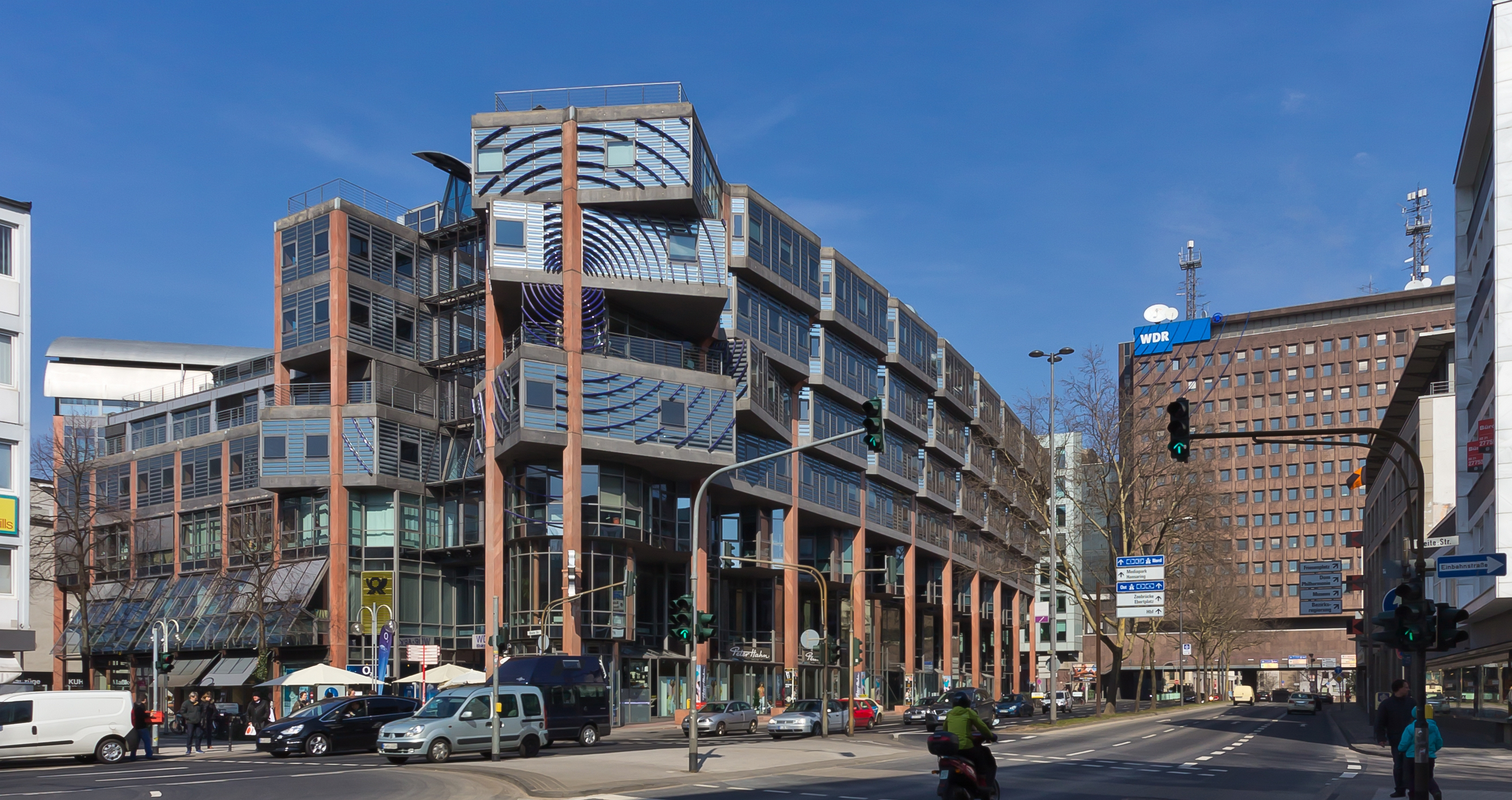
Nord-Süd-Fahrt – WDR Arkaden (März 2013)

Kölns damaliger Oberbürgermeister Konrad Adenauer holte den Hamburger Stadtplaner Fritz Schumacher im Mai 1920 als „technischen Bürgermeister“ nach Köln. In einem Generalbebauungsplan sah Schumacher 1923 für die Stadtentwicklung vor, ein „Verkehrssystem“ durch Umgehung historischer Bauten mit einer verkehrsgerechten, nur 18 Meter breiten Nord-Süd-Verbindung – allerdings mit einem anderen Verlauf als heute – zu schaffen. Sein Generalplan wurde in seinem Buch „Köln – Entwicklungsfragen einer Groszstadt“ (1923) veröffentlicht. Am 1. August 1923 kehrte Schumacher nach Hamburg zurück. Die nationalsozialistische Stadtführung griff diese Ideen in ihrer grotesk überdimensionierten Planung für ein Nord-Süd/Ost-Westkreuz wieder auf. Der Kölner Gauleiter Josef Grohé erhielt am 7. Juni 1939 den Auftrag zur Neugestaltung Kölns als „Gauhauptstadt“. Das Planungsmodell sah eine pompöse Straße für Aufmärsche vor, passend zu der megalomanen Selbstdarstellung des Regimes. Bis auf den Durchbruch der Ost-West-Achse (Hahnenstraße) im Bereich des Neumarkts konnten diese Pläne nicht verwirklicht werden.
Schumachers Ideen griff Stadtbaumeister Rudolf Schwarz („Nord-Süd-Straße“) zusammen mit Fritz Schaller auf. Schwarz war zwischen 1947 und 1951 als Generalplaner der Kölner „Wiederaufbau-GmbH“ tätig und präsentierte am 1. August 1947 seinen Wiederaufbauplan der Öffentlichkeit. Am 24. Juni 1948 trug er sein Konzept den Stadtverordneten vor. Die Nord-Süd-Straße sollte nach Schwarz „in einem geschwungenen Linienzug durch die Altstadt“ führen, „indem sie die alten Kirchen, Plätze, Tore und Kaufstraßen sorgsam umgeht“. Er warnte aber vor einem Zerreißen der Altstadt durch zu breite Schneisen. Die starken Zerstörungen des Zweiten Weltkrieges erleichterten die Straßenführung durch eine ehemals dicht bebaute Altstadt. Schwarz veröffentlichte seine konkreten Baupläne ebenfalls in einem Buch. Er hatte die Nord-Süd-Verbindung, die er in seinen Plänen entsprechend verzeichnete, noch als „Straße“ bezeichnet, was sie mit 18 Metern Breite einschließlich der geplanten Straßenbahngleise auch wäre.
Mit dem Bau begonnen wurde Mitte 1950, im Jahr danach liquidierte man 1951 die Wiederaufbaugesellschaft und die Stadtplanungsabteilung übernahm die Planungshoheit. Dabei wurden die Warnungen von Schwarz nicht beachtet. Die Ausführung erfolgte in mehreren Bauabschnitten. Oberbaurat Hans Jacobi verlangte 1953, „das Rückgrat ist die neue Nord-Süd-Straße, ein Durchbruch durch die gesamte Altstadt“, der keine Verbreiterung der bestehenden Straßen, sondern bewusst eine Zerteilung der rückwärtigen, heute meist zerstörten Teile der Baublöcke bewirken sollte. Die Nord-Süd-Fahrt sollte dabei keine Schnellstraße, sondern ein „Kfz-Sammler“ sein, auf dem bei einer „grünen Welle“ bei 40 km/h die Kraftfahrzeuge durch das Gebiet fahren sollten. Gleichzeitig sollte in dem Gebiet „versucht“ werden, über „Blockinnenhöfe und Ladestraßen ... die direkte Versorgung der Geschäfte zu ermöglichen“ und „die eigentlichen Geschäftsstraßen noch mehr von störendem Fahrzeugverkehr freizuhalten.“ Bereits in der Novemberausgabe der deutschen Bauzeitschrift 1954 schrieb der Schriftsteller Carl Oskar Jatho während des Baus der Nord-Süd-Fahrt, dass es ratsam sei, „sich nochmals zu fragen, ob sie nicht wenigstens die Neigung verrät, zu einem Fehler zu werden.“
Die Festlegung ihres endgültigen Verlaufs erfolgte erst im „Generalverkehrsplan“ vom 10. August 1957, nachdem Schwarz bereits ausgeschieden war. Schon 1959 war überlegt worden, die Nord-Süd-Fahrt vollständig als Tunnel durch die Stadt zu führen, doch fehlte hierfür das Geld. Dadurch wurde eine Teilung der Innenstadt bewusst in Kauf genommen. Sie zertrennt etwa das Eigelstein- vom Kunibertsviertel, die vorher homogene Wohnviertel waren. Der erste Bauabschnitt der tiefer gelegten Nord-Süd-Fahrt begann im Jahre 1961. Am 11. August 1962 wurde das erste Teilstück zwischen Brüderstraße und Sternengasse fertig, wodurch 1,6 km zwischen Komödienstraße und Severinsbrücke durchgehend befahrbar wurden. Allein im Bereich zwischen Komödienstraße und Im Dau wurden 78 Wohnungen abgerissen und 29 gewerbliche Betriebe umgesiedelt. Die Einweihung des Teilstücks mit dem offiziellen Straßennamen erfolgte am 1. September 1962 an der Brücke der Cäcilienstraße über die Nord-Süd-Fahrt durch den damaligen Oberbürgermeister Theo Burauen. Dieser weihte am 14. Juni 1965 das Fernmeldehochhaus ein. Im Jahre 1974 war die Nord-Süd-Fahrt schließlich durchgängig fertiggestellt. Am 27. April 1975 wurde linksrheinisch die Nord-Süd-Fahrt über die Riehler Straße an die Zoobrücke angebunden.

## Kein einheitlicher Straßenname
Nur eine kleine Teilstrecke von 253 Metern – also gerade ein Zehntel der Gesamtstrecke – führt den offiziellen Straßennamen „Nord-Süd-Fahrt“, und zwar zwischen Brüderstraße und Cäcilienstraße. Die restlichen Teilabschnitte besitzen andere Straßennamen, werden jedoch umgangssprachlich als Nord-Süd-Fahrt bezeichnet und aufgefasst. Die nicht einheitliche Benennung der einzelnen Teilabschnitte führt bei Ortsfremden regelmäßig zur Verwirrung, denn niemand rechnet damit, dass im Falle der Ulrichgasse eine „Gasse“ eine große, mitten durch die Stadt führende Autostraße kennzeichnet. Die uneinheitliche Benennung führt auch zu Unstimmigkeiten über die Länge der Nord-Süd-Fahrt. Weitere Teilstrecken sind nach den Kölner Partnerstädten benannt, soweit nicht ein Bezug zu den naheliegenden Kirchen besteht.

## Verlauf
| Abschnitte der Nord-Süd-Fahrt | Abschnitte der Nord-Süd-Fahrt                      | Abschnitte der Nord-Süd-Fahrt |
| Bezeichnung                   | Abschnitt                                          | Länge                         |
| ----------------------------- | -------------------------------------------------- | ----------------------------- |
| Turiner Straße                | Ebertplatz – Gleisunterführung (nahe Hauptbahnhof) | ca. 650 m                     |
| Ursulastraße                  | Gleisunterführung – Stolkgasse/Victoriastraße      | 250 m                         |
| Tunisstraße                   | Stolkgasse/Victoriastraße – Glockengasse           | 750 m                         |
| Offenbachplatz                | Glockengasse – Brüderstraße                        | 130 m                         |
| Nord-Süd-Fahrt                | Brüderstraße – Cäcilienstraße                      | 253 m                         |
| Neuköllner Straße             | Cäcilienstraße – Blaubach                          | 367 m                         |
| Tel-Aviv-Straße               | Blaubach – Ankerstraße                             | 510 m                         |
| Ulrichgasse                   | Ankerstraße – Sachsenring                          | 484 m                         |

Verkehrstechnisch ist die Nord-Süd-Fahrt keine Ausfallstraße, keine Tangente und auch keine reine Durchgangsstraße, denn von ihr verteilt sich der Verkehr in die Seitenstraßen und Straßenkreuzungen, nur am WDR fließt 75 % als Durchgangsverkehr. Sie ist vielmehr eine Hauptstraße, die im Süden an den Kölner Ringen (am Abschnitt Sachsenring) in der Altstadt-Süd (Südstadt) beginnt und im Norden erneut an den halbkreisförmig verlaufenden Ringen am Ebertplatz (Altstadt-Nord) endet. Da sie fast geradlinig verläuft, ist sie mithin kürzer als die Ringe.
Im Norden ist sie über die Riehler Straße an das rechtsrheinische Autobahnsystem, an die Innere Kanalstraße, Zoobrücke und Mülheim (Mülheimer Brücke) angebunden. Am Ebertplatz startet die Nord-Süd-Fahrt als Turiner Straße, die auf dem Weg zur Ursulastraße die Eisenbahnbrücke am Eigelstein unterquert. Am Ende der Ursulastraße ist die Straße über Victoriastraße, Kyotostraße mit dem Mediapark und weiter mit der A 57 verbunden. Es folgt die Tunisstraße, die in einem Tunnel die Kreuzung Gereonstraße/An den Dominikanern, die Komödienstraße und das WDR-Archiv-Gebäude unterquert, bis sie in Höhe der Elstergasse oberirdisch weiterführt. Ab Breite Straße schließt dann, nach Westen geöffnet, der Offenbachplatz an, und der Straßenzug führt vorbei an der Glockengasse (Sitz des Stammhauses von 4711) und der Kölner Oper, bis er dann unter der offiziellen Bezeichnung Nord-Süd-Fahrt wieder unterirdisch unter der Fußgängerzone (Schildergasse) verläuft. Ursprünglich trat die Straße gleich danach wieder ans Tageslicht und verlief noch als Unterführung unterhalb der Cäcilienstraße, bis sie zwischen Sternengasse und Agrippastraße wieder ebenerdig geführt wurde. Ende der 1990er Jahre wurde der Bereich zwischen Schildergasse und Cäcilienstraße vollständig eingehaust und darauf das Weltstadthaus errichtet. Nach dem Tunnelaustritt südlich der Cäcilienstraße hat die Nord-Süd-Fahrt für einige Meter den Namen Neuköllner Straße nach dem Berliner Patenbezirk. Anschließend quert sie am Blaubach in Höhe des ehemaligen Polizeipräsidiums die Kölner Bäche, und der Straßenname ändert sich in Tel-Aviv-Straße. Die Nord-Süd-Fahrt führt nun über einen Zubringer zur Severinsbrücke und hinter einer Rechtskurve, in Höhe der Ankerstraße, ändert sie letztmals ihren Namen in Ulrichgasse und endet am Sachsenring an der Ulrepforte, wo sich der Straßenverlauf mit deutlich verringertem Querschnitt als Vorgebirgstraße fortsetzt.
Die nordöstliche Anbindung an die Stadtautobahn Richtung A 3 und A 4 über Ursulastraße, Turiner Straße und Riehler Straße ist gewährleistet. Auch nach Südosten besteht über die Severinsbrücke, Deutzer Ring auf den Zubringer A 559 eine gute Verkehrsanbindung. Nach Süden kann der Verkehr nur über das Nadelöhr Vorgebirgstraße oder die überlastete Bonner Straße fließen. Wäre es zum Bau der Kölner Stadtautobahn gekommen, hätte eine Verlängerung der Nord-Süd-Fahrt über die Vorgebirgstraße bis zur geplanten Anschlussstelle zwischen Güterbahnhof Bonntor und der Straße Am Vorgebirgstor eine ideale Lösung dargestellt. Möglich wäre eine Trasse zwischen Vorgebirgstraße und Brühler Straße, vorbei am Südfriedhof bis zur Militärringstraße, die bislang nicht bebaut ist. Bei dieser Streckenführung wäre eine Anbindung an die A 4 Richtung Westen und die A 555 Richtung Süden möglich.
Insgesamt gibt es drei Unterführungen, und zwar im Bereich Schildergasse/Elstergasse, Unter Sachsenhausen/Komödienstraße und Eigelstein/Eisenbahntrasse. Der Tunnel in Höhe Unter Sachsenhausen ist mit knapp 500 Metern der längste. Nach dem Ebertplatz setzt sich die Verkehrsachse in der Riehler Straße fort.

## Schneise in der Stadt
Bei ihrer Planung und Erbauung wurde die Nord-Süd-Fahrt vor allem nach dem Leitbild der „autofreundlichen Stadt“ errichtet. Auf das Stadtzentrum, historisch gewachsene Stadtviertel und untergeordnete Verkehrswege wurde dabei nur wenig Rücksicht genommen.
Heute wird die Straße auch als Bausünde betrachtet, durch deren Bau ein Teil des typischen Charakters von Köln, besonders in den innerstädtischen Veedeln (Viertel) unwiederbringlich zerstört wurde. So wurde unter anderem der östliche Teil des Eigelsteinviertels vom Kunibertsviertel abgeschnitten. Mit Unter Krahnenbäumen wurde eine berühmte Straße zerschnitten, die in der Kölner Folklore eine wichtige Rolle spielt und in mehreren Liedern besungen wird, z. B. in Kinddauf-Fess Unger Krahnebäume von Willi Ostermann. Das Lied Unger Krahnebäume von BAP, ein melancholischer Abgesang auf ein Stadtviertel, nimmt Bezug auf den Bildband des Fotografen Chargesheimer (1958: Unter Krahnenbäumen), der die Lebendigkeit der Straße vor der Durchführung der Nord-Süd-Fahrt dokumentiert. Auch in seinem letzten Bildband (1970) Köln 5 Uhr 30 zeigt Chargesheimer die Nord-Süd-Fahrt als menschenleere Stadtöde.

## Bauwerke
Von Süden kommend gibt es einige markante Bauwerke in der Nähe der Nord-Süd-Fahrt. Das ehemalige Fernmeldeamt Köln 1 („et lange Zillchen“) war mit 18 Etagen und 55 Metern Höhe samt Verwaltungsgebäude 1961 bezugsfertig (Sternengasse 14–16), es folgt die Zentrale der Deutschen Investitions- und Entwicklungsgesellschaft (DEG) (Kämmergasse 22), deren Einweihung am 24. Oktober 2008 stattfand. Das „Cäcilium“ (Cäcilienstraße 27) ist ein sechsgeschossiges Bürohaus mit leicht konvexen Fassaden und 17.500 m² Bürofläche, das im November 2009 fertiggestellt wurde. Es folgt das am 7. September 2005 eingeweihte Weltstadthaus. Ein 26 Meter breiter und 4 Meter hoher signalroter Schriftzug „Liebe deine Stadt“ von Merlin Bauer hängt seit Mai 2007 über der Tunneleinfahrt in Höhe Schildergasse. Nach der Tunnelausfahrt sieht man die mit Festakt am 18. Mai 1957 eingeweihte, 34 Meter hohe Oper Köln mit einem Fassungsvermögen von 1380 Plätzen am Offenbachplatz. Es folgen die WDR Arkaden, die im Oktober 1996 eingeweiht wurden. Ihre reich gegliederte Fassade mit geschosshoher Verglasung ist 70 m lang und 17 m breit. Das 13-stöckige WDR Archivhaus (An der Rechtschule 4) mit rötlich-grauer Betonwerksteinfassade wurde zwischen 1965 und 1968 über die Nord-Süd-Fahrt gebaut. Am 20. März 1964 wurde das Verlagshaus der Kölnischen Rundschau (Stolkgasse 25–45) eingeweiht. Nachdem ab 19. September 1963 die Bauarbeiten für die Stadtbahn Köln begonnen hatten, fand man im März 1964 an der Kreuzung Tunisstraße/Komödienstraße einen 30 Meter langen und 5 Meter hohen Rest der Römermauer samt Halbrund des Nordwestturms (50 n. Chr.) – das besterhaltene Stück nach dem Römerturm. Es ist damit das älteste Bauwerk an der Straße.

## Bedeutung
Der große Kölner Schriftsteller Heinrich Böll beklagte die Achse als „Wunde“, die „praktisch ganze Viertel zu Friedhöfen gemacht hat“ und verließ sein geliebtes Köln nicht zuletzt wegen der Nord-Süd-Fahrt. Aktionskünstler Boris Sieverts beschrieb die Nord-Süd-Fahrt in seinem Aufsatz „Nordsüdfahrt 1999 revisited“ als „sehr kölnisches, gescheitertes Experiment“.
Insgesamt hat ihr Ausbau die Verkehrsverhältnisse für den motorisierten Individualverkehr in der Innenstadt wesentlich verbessert. Sie sollte die Kölner Ringe und die Rheinuferstraße entlasten und ist bis heute die wichtigste Nord-Süd-Verbindung im Zentrum Kölns. Für nicht-motorisierte Fahrzeuge ist sie allerdings an den Unterführungen gesperrt. Die vier- bis sechsspurige, teilweise neunspurige Nord-Süd-Fahrt ist maximal 40 Meter breit und überwiegend mit Mittelstreifen ausgestattet. Sie besitzt im Norden eine Anbindung zur Zoobrücke mit dem rechtsrheinischen Autobahnring und im Süden an die Severinsbrücke. Nach einer Zählung vom 21. Mai 1992 in Höhe der Oper befuhren tagsüber 2110 Kfz aus Richtung Norden und 1750 Kfz aus Richtung Süden die Straße. Damit gehört sie zu den Hauptverkehrsachsen in der Innenstadt. Durch ihre weitgehend fehlende Tieferlegung spaltet sie allerdings auf knapp 2,5 km das Stadtzentrum; die Breite Straße wird achtspurig von ihr durchtrennt. Die Nord-Süd-Fahrt bewirkte dadurch letztlich den wirtschaftlichen Niedergang der Breite Straße.
Eine städtische Verwaltungsvorlage „Nord-Süd-Fahrt“ vom Januar 1989 erörterte vier Varianten einer vollständigen Tieferlegung. Diese bereits seit 1959 diskutierte Maßnahme scheiterte jedoch stets an den enormen, nicht finanzierbaren Baukosten. Auch ein Ideenwettbewerb im Jahre 1993 favorisierte eine Tieferlegung. Von Gottfried Böhm stammt ein Wettbewerbsentwurf „Tieferlegung Nord-Süd-Fahrt“ mit einem Gesamtplan des Areals aus 1993. Der vom Rat der Stadt Köln am 5. Mai 2009 angenommene Masterplan sieht im „Interventionsraum Nord-Süd-Achse“ keine vollständige Tieferlegung innerhalb der nächsten 10 Jahre vor; dies sei dem Architekten Albert Speer zufolge nur für Teilstrecken denkbar. „Die heutige Nord-Süd-Fahrt ist ein Relikt der autogerechten Stadt. Dies zeigt sich vor allem in der Dimensionierung der Straße, der Trassierung, der Breite der Fahrstreifen und der Ausgestaltung der Knoten mit den kreuzenden innerstädtischen Straßen.“ Der Masterplan sieht eine Umgestaltung der Nord-Süd-Fahrt zwischen Breite Straße und Brüderstraße und eine verkehrliche Entwicklung der Quartiere Nord-Süd-Fahrt/Bühnen/St. Kolumba sowie eine Fahrbahnverengung zu Gunsten der Fußgänger vor.